# Serie A 1995-1996 (calcio a 5)
La Serie A 1995-1996 è stata la 13ª edizione della massima serie del campionato italiano di calcio a 5 e la 7ª di Serie A. È stato il primo torneo della massima serie in cui la vittoria comportava l'assegnazione di tre punti in classifica anziché due.

## Regolamento
La formula della competizione è rimasta inalterata rispetto all'edizione precedente. La stagione regolare prevede un girone unico a diciotto squadre, le ultime quattro delle quali retrocedono in Serie B. Le società classificatesi tra il 7º e il 10º posto, così come le vincitrici dei quattro gironi di Serie B, si affrontano in due turni a eliminazione diretta per determinare le due società che accedono alla fase finale. A questa partecipano le prime due classificate della stagione regolare, che accedono direttamente alle semifinali, mentre le altre sei sono distribuite in due triangolari che esprimono le due sfidanti. Le semifinali sono disputare al meglio delle due gare mentre la finale è giocata in gara unica.

## Avvenimenti
La stagione vede, per l'ennesima volta, il dominio delle squadre laziali e in particolare di Roma che piazza quattro formazioni ai primi quattro posti della stagione regolare, e ben tre squadre su quattro nelle semifinali del Foro Italico. Identica ai due anni precedenti è la finale tra i bancari della BNL Calcetto ed il Torrino Sporting Club Calcio a 5, identica è anche la conclusione: vince la BNL di Piero Gialli con il punteggio di 6-4.

## Stagione regolare

### Classifica
|  | Pos. | Squadra          | Pt | G  | V  | N  | P  | GF  | GS  | DR   |
|  | ---- | ---------------- | -- | -- | -- | -- | -- | --- | --- | ---- |
|  | 1.   | BNL Roma         | 72 | 34 | 22 | 6  | 6  | 155 | 99  | +56  |
|  | 2.   | Nova Roma        | 71 | 34 | 20 | 11 | 3  | 116 | 67  | +49  |
|  | 3.   | Torrino          | 70 | 34 | 21 | 7  | 6  | 133 | 77  | +56  |
|  | 4.   | Roma             | 61 | 34 | 18 | 7  | 9  | 147 | 121 | +26  |
|  | 5.   | Città di Palermo | 59 | 34 | 17 | 8  | 9  | 120 | 102 | +18  |
|  | 6.   | Torino           | 57 | 34 | 17 | 6  | 11 | 129 | 96  | +33  |
|  | 7.   | Palmanova        | 56 | 34 | 17 | 5  | 12 | 152 | 108 | +44  |
|  | 8.   | Atesina Verona   | 52 | 34 | 15 | 7  | 12 | 155 | 138 | +17  |
|  | 9.   | Roma RCB         | 50 | 34 | 15 | 5  | 14 | 134 | 122 | +12  |
|  | 10.  | Augusta          | 47 | 34 | 14 | 5  | 15 | 116 | 116 | 0    |
|  | 11.  | CUS Chieti       | 43 | 34 | 12 | 7  | 15 | 123 | 127 | -4   |
|  | 12.  | Milano           | 40 | 34 | 11 | 7  | 16 | 119 | 128 | -9   |
|  | 13.  | Pro Ficuzza      | 39 | 34 | 10 | 9  | 15 | 119 | 129 | -10  |
|  | 14.  | Pescara          | 37 | 34 | 10 | 7  | 17 | 120 | 146 | -26  |
|  | 15.  | CUS Viterbo      | 34 | 34 | 10 | 4  | 20 | 108 | 146 | -38  |
|  | 16.  | Atletico Palermo | 32 | 34 | 9  | 5  | 20 | 117 | 147 | -30  |
|  | 17.  | Delfino Cagliari | 32 | 34 | 9  | 5  | 20 | 109 | 165 | -56  |
|  | 18.  | Bari             | 9  | 34 | 3  | 1  | 30 | 109 | 257 | -138 |

### Verdetti
- Gruppo Sportivo BNL campione d'Italia 1995-96.
- Associazione Sportiva Nova e Torrino non iscritti al campionato successivo.
- Bari, Delfino Cagliari, Atletico Palermo e CUS Viterbo retrocessi in Serie B 1996-97.

## Qualificazioni

### Primo turno
|  | Villa Marchesa | 1 – 8 | Palmanova |  |

|  | Academy Tours | 1 – 2 | Roma RCB |  |

| Roma 15 giugno 1996 | Bologna                       | 2 – 12 | Augusta | \| Arbitri: \| Cappucci (Roma) Miozza (Roma) \| |
| Arbitri:            | Cappucci (Roma) Miozza (Roma) |        |         |                                                 |

|  | Marino | 7 – 8 (d.t.s.) (?-?, 3-3, ?-?) | Atesina Verona |  |

### Secondo turno
| Roma 22 giugno 1996 | Palmanova                   | 5 – 2 | Augusta | Foro Italico\| Arbitri: \| Rossi (Nola) Conte (Ischia) \| |
| Arbitri:            | Rossi (Nola) Conte (Ischia) |       |         |                                                           |

|  | Roma RCB | 6 – 9 (d.t.s.) (?-?, 5-5, ?-?) | Atesina Verona |  |

## Fase finale
La fase finale, disputata al Foro Italico di Roma, si svolse dal 29 giugno all'8 luglio 1996.

### Classifica

#### Triangolare A
| Squadra          | P.ti | G | V | N | P | GF | GS | DR |
| ---------------- | ---- | - | - | - | - | -- | -- | -- |
| Città di Palermo | 4    | 2 | 1 | 1 | 0 | 5  | 4  | +1 |
| Palmanova        | 4    | 2 | 1 | 1 | 0 | 6  | 4  | +2 |
| Roma             | 0    | 2 | 0 | 0 | 2 | 6  | 9  | -3 |

#### Triangolare B
| Squadra        | P.ti | G | V | N | P | GF | GS | DR |
| -------------- | ---- | - | - | - | - | -- | -- | -- |
| Torrino        | 4    | 2 | 1 | 1 | 0 | 10 | 6  | +4 |
| Torino         | 2    | 2 | 0 | 2 | 0 | 7  | 7  | 0  |
| Atesina Verona | 1    | 2 | 0 | 1 | 1 | 3  | 7  | -4 |

### Risultati
| Roma 29 giugno 1996 | Città di Palermo | 1 – 1 | Palmanova | Foro Italico |

| Roma 29 giugno 1996 | Torino | 2 – 2 | Atesina Verona | Foro Italico |

| Roma 1 luglio 1996 | Palmanova | 5 – 3 | Roma | Foro Italico |

| Roma 1 luglio 1996 | Atesina Verona | 1 – 5 | Torrino | Foro Italico |

| Roma 2 luglio 1996 | Roma                                           | 3 – 4 | Città di Palermo | Foro Italico\| Arbitri: \| Roberto Monti (Forlì) Vincenzo Loddo (Bologna) \| |
| Arbitri:           | Roberto Monti (Forlì) Vincenzo Loddo (Bologna) |       |                  |                                                                              |

| Roma 2 luglio 1996 | Torrino | 5 – 5 | Torino | Foro Italico |

### Spareggio
| Roma 3 luglio 1996 | Città di Palermo | 4 – 3 (d.t.s.) (?-?, 3-3, ?-?) | Palmanova | Foro Italico |

### Semifinali

#### Gara 1
| Roma 4 luglio 1996 | BNL Roma | 3 – 1 | Città di Palermo | Foro Italico |

| Roma 4 luglio 1996 | Nova Roma | 5 – 4 | Torrino | Foro Italico |

#### Gara 2
| Roma 5 luglio 1996 | Città di Palermo | 3 – 2 | BNL Roma | Foro Italico |

| Roma 5 luglio 1996 | Torrino | 4 – 2 (d.t.s.) (?-?, 2-1, ?-?) | Nova Roma | Foro Italico |

### Finale
| Roma 8 luglio 1996 | BNL Roma | 6 – 4 | Torrino | Foro Italico |